# Dória
Matheus Dória Macedo (São Gonçalo, 8 november 1994) - alias Dória - is een Braziliaans voetballer die bij voorkeur als centrale verdediger speelt. Hij verruilde in 2014 Botafogo FR voor Olympique Marseille. Dat verhuurde hem in augustus 2015 voor een jaar aan Granada CF, dat daarbij een optie tot koop kreeg.
Dória debuteerde op 6 april 2013 voor Brazilië in een vriendschappelijke wedstrijd tegen Bolivia. Hij viel enkele minuten voor affluiten in voor Dedé. Brazilië won de oefenwedstrijd in Santa Cruz de la Sierra met 0-4.
| Interlands van Dória    | Interlands van Dória    | Interlands van Dória    | Interlands van Dória    | Interlands van Dória    | Interlands van Dória    | Interlands van Dória    |
| Nr.                     | Datum                   | Wedstrijd               | Uitslag                 | Soort wedstrijd         | Doelpunten              | Assists                 |
| Als speler bij Botafogo | Als speler bij Botafogo | Als speler bij Botafogo | Als speler bij Botafogo | Als speler bij Botafogo | Als speler bij Botafogo | Als speler bij Botafogo |
| ----------------------- | ----------------------- | ----------------------- | ----------------------- | ----------------------- | ----------------------- | ----------------------- |
| 1.                      | 6 april 2013            | Bolivia – Brazilië      | 0 – 4                   | Vriendschappelijk       | 0                       | 0                       |

1 Rulli ·
3 Merlin ·
5 Balerdi  ·
6 Garcia ·
7 Carboni ·
8 Maupay ·
9 Wahi ·
10 Greenwood ·
11 Harit ·
12 De Lange ·
13 Cornelius ·
14 Moumbagna ·
17 Rowe ·
18 Meïté ·
19 Kondogbia ·
20 Brassier ·
21 Rongier ·
22 Sternal ·
23 Højbjerg ·
24 Mughe ·
25 Rabiot ·
29 Lirola ·
34 Nadir ·
36 Blanco ·
37 Soglo ·
44 Henrique ·
48 Abdallah ·
51 Koné ·
62 Murillo ·
99 Mbemba ·
Coach: De Zerbi
· Assistent-coach: Abardonado